# Битка код Амијена
Битка код Амијена (такође знана као Трећа битка Пикардија (фр. 3ème Bataille de Picardie)) почела је 8. августа 1918. године и представљала је почетак савезничке офанзиве која ће постати позната под називом Офанзива од сто дана која је довела до коначног завршетка Првог светског рата. Савезничеке снаге су првог дана напредовале преко 10 километара што је представљао један од највећих успеха у дотадашњем току рата. Немачки заповедник Ерих Лудендорф описао је први дан ове битке као црни дан за немачку војску. Амијен је била једна од првих битака у којој су масовније употребљавана оклопна возила и означила је крај рововског ратовања на Западном фронту. Борбе су постале динамичније све до примирја које је постигнуто 11. новембра 1918. године.

## Увод
Немачко царство је 21. марта покренуло Операцију Михел, први у серији напада који су имали за циљ да приморају Савезнике да се повлаче целом дужином Западног фронта. Потписавши Брест-Литовски споразум са устаничком Русијом, Немци су могли да пребаце хиљаде људи на Западни фронт са Источног фронта добивши тако значајно и привремено преимућство у људству и материјалу. Ова офанзива је требало да то преимућство претвори у победу. Операцијом Михел, Немачка војска је требало да порази десно крило Британских експедицијских снага, али изостанак успеха пре Араса је на крају довело до неуспеха офанзиве. Крајњим напором су циљали на град Амјен, витално железничко чвориште, али је напредак заустављен код Вилер-Бретонуу од стране Аустралијанаца са другим јединицама састављених 4. априла.
Каснијим немачким офанзивама — Операција Гиоргет (9-11. април), Операција Блухер-Јорк (27. мај), Операција Гнајзенау (9. јун) и Операција Марна-Рајмс (15-17. јул) је постигнут мали напредак на Западном фронту, али није направљен одлучен пробој.
До краја Марна-Рајмс офанзиве, немачко преимућство у људству и снадбевање је потрошено. Савезнички генералисмус, генерал Фердинанд Фош је наредио контраофанзиву чиме је започета dруга битка на Марни, после које је унапређен у Маршала Француске. Немаци схвативши своје неодбрањиве положаје, су се повукли северно од Марне. Фошов следећи циљ је био да опет покрене нову офанзиву.

### План
Пошто је немачко повлачење почело 20. јула, Фош је представио свој план 23. јула 1918. План се састојао од заузимања испупчења Сан Михел (што ће касније прерасти у битку код Сан Михела) и ослобођења железничких линија која пролазе кроз Амјен.
Командант Британских експедиционих снага, фелдмаршал сер Даглас Хејг, је већ имао спремљене планове за напад близу Амјена. Када се повлачење Британаца завршило априла, команда Британске четврте армије под командом генерала Хенрија Ролинсона је успоставила фронт близу Соме. Њено лево крило је држао Трећи британски корпус под командом поручника генерала Ричарда Батлера, док је Аустралијски корпус под командом Џона Монаша држао десно крило и био повезан са француским армијама на југу. Све аустралијске дивизије су, 30. маја, биле уједињене под једном војном командом по први пут на Западном фронту. Аустралијанци су покренули бројне локалне контра нападе који су открили подесност отвореног и чврстог терена јужно од Соме за већу офанзиву и установили и унапредили методе напада које ће се и касније користити.
Јула је Ролинсон је послао Монашев план Хејгу, а Хејг је план проследио Фошу. На састанку 24. јула, Фош је прихватио план, али је инсистирао да Француска прва армија, која је држала фронт јужно од Британске четврте армије, учествује. Ролинсон се противио овоме, јер се Монашев план ослањао на велику употребу тенка (који су у том тренутку били доступни у великом броју) како би постигли изненађење и како би избегли да употребе артиљеријску паљбу пре почетка напада. Француској армији су недостајали тенкови и била би приморана да се ослони на бомбардовање немачких положаја пре почетка напада, чиме би изгубила елемент изненађења. Евентуално, договорено је да и Французи учествују, али да започну свој напад тек 45 минута после напада Четврте армије. Такође је унапред договорен и датум напада од 10. августа до 8. августа, како би спречили немачко повлачење са испупчења на Марни.
Ролинсон је већ финализовао свој план 21. јула, у дослуху а командантима корпуса (Батлер, Монаш, сер Артур Кури из Канадског корпуса и поручник генерал Чарлс Кевена из Коњичког корпуса). По први пут, Аустралијски корпус ће напдати заједно са Канадским корпусом. Оба корпуса су имала репутацију агресивне и иновативне тактике, као и дуги списак успеха у задње две године.
Тактичке методе су тестирали Аустралијанци у локалном контра нападу у бици код Хамела 4. јула. Немачка одбрана Хамела је била дубоко укопана и њихова позиција је могла да гађа веома простране око себе. Слична позиција је одбијала нападе два месеца за време битке на Соми. Аустралијанци су искористили изненађење, а не пуни напад. Артиљерија је отворила ватру у тачно када су тенкови и пешадија кренули, па су Немци били брзо преплављени.
Кључни фактор у коначном плану је била тајновитост. Донесена је одлука да се не врши бомбардовање пре битке, као што се до тада радило, већ да бомбардовање почне у тренутку када Канађани, Аустралијанци и Британци крену у напад. Коначан план је укључивао 1,386 пољска топа и хаубице, као и 684 митраљеза. Тиме су чинили 27 средње артиљеријске бригаде и 13 тешких батерија, као додатак артиљерији пешадијских дивизија. План паљбе артиљерије Четврте армије је смислио Монашов старији артиљеријски официр, мајор генерал Бадворт. Британски напредак у одређивању положаја артиљерије на основу звука и ваздушно снимање бојишта је омогућило да артиљерија бомбардује прецизно. Бадворт је направио распоред којим је могао да погоди 504 од 530 немачких топова у часу напада, док је ниска баражна ватра претходила пешадији. Овај метод је био сличан Фојервајцу који су Немци користили у њиховој Пролећној офанзиви, али је у овом случају ефикасност повећана изненађењем.
Требало је употребити 580 тенкова. Канадским и Аустралијанским корпусима је додељена бригада од четири батаљона, са 108 Марк V борбеним тенковим, 36 Марк V „Стар“ тенковима способних да носе јединицу пешадије наоружаних са Луис митраљезима и 24 ненаоружана тенка који је требало да носе опрему и муницију напред. Један батаљон Марк V тенкова је додељен Трећем корпусу. Коњички корпус је добио два батаљона састављених од 48 средњих Марк A Випет тенкова.
Савезници су успешно пребацили Канадски корпус од четири дивизије код Амјена, а да их Немци нису приметили. Ово је веома важно достигнуће које осликава све бољи рад британске војске. Део корпуса од два пешадијска батаљона, бежична јединица и служба за рашчићавање мртвих је послата на фронт близу Ипра како би се Немци преварили и помислили да се цео корпус креће на север ка Фландрији. Канадски корпус није заузео своје позиције све до 7. августа. Да би задржали тајновитост команданти савезника су писали Држите језик за зубима у наређења која су давана људима и за акцију су говорили да је испад, а не офанзива.

### Припреме
Иако су Немци још увек били у офанзиви крајем јула 1918. снага Савезничке војске је расла, због доласка доста Американаца у Француску, као и британских војника који су пребачени из Домаће армије у Британији и из Синајског и Палестинског ратишта. Немачка команда је схватила почетком августа да ће њихове снаге можда морати да крену у дефанзиву, међутим Амјен се није сматрао за вероватни фронт. Немци су веровали да ће Французи напсти са фронта код Сен-Мишела источно о Ремса или близу Фландрије код Кемелберга. Такође су веровали да ће Британци напасти или близу Лиса или Алберта.
Немачка фронт источно од Амјена је држала Друга армија под командом генерала Герога фон дер Марвица, са шест дивизија на линији (и две које су биле окренуте према Француској првој армији). Биле су доступне само две дивизије као резерва. Савезници су били забринути, када је Немачка 27. дивизија напала северно од Соме на делу фронта где су Савезници планирали да изврше напад два дана касније. Немачке дивизије (специјално истрениране Стострупен  ) су се пробиле око 730 метара фронт дугачак миљу и по. Овај напад је био одговор на напад аустралијске пете дивизије северно од Соме у ноћи 31. јула. У овом нападу заробљено је много немачких војника, пре него што се аустралијски корпус концентрисао јужно од реке. Немачка дивизија је повратила неке своје раније позиције 7. августа, што је довело до промене у плану Савезника.